# Peter Hinrich Fuhrmann

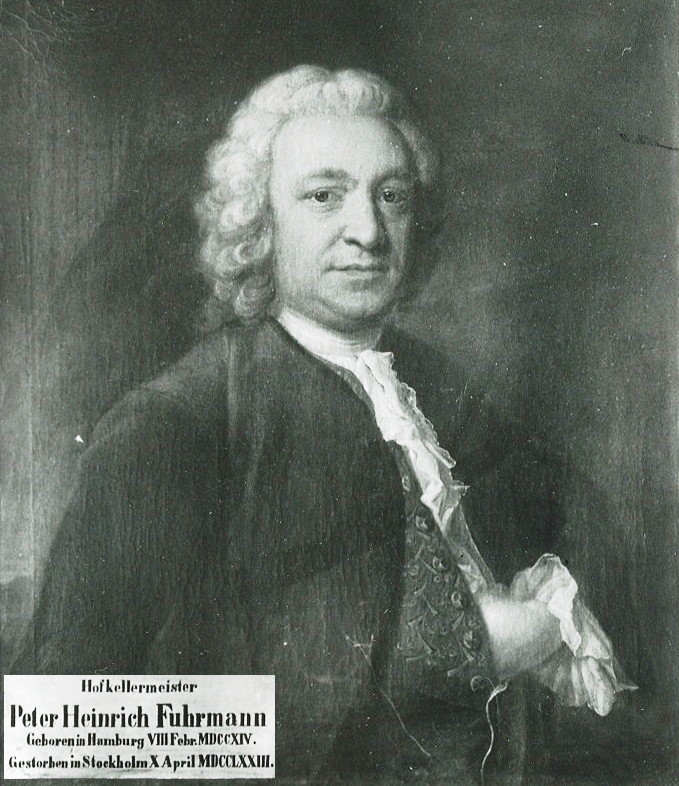
Peter Heinrich Fuhrmann

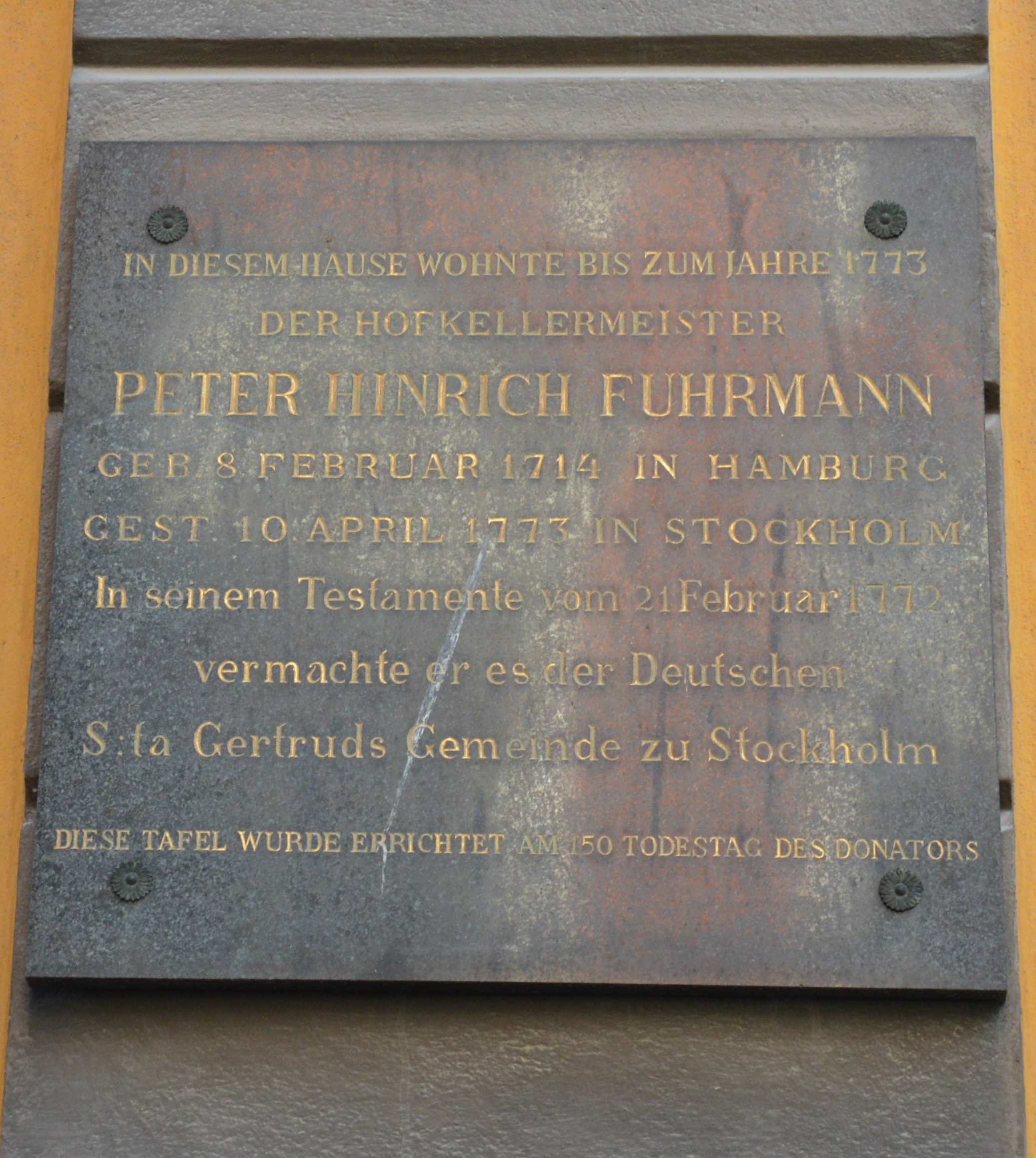
Inschrift am ehemaligen Wohnhaus Peter Hinrich Fuhrmanns in der Svartmangatan

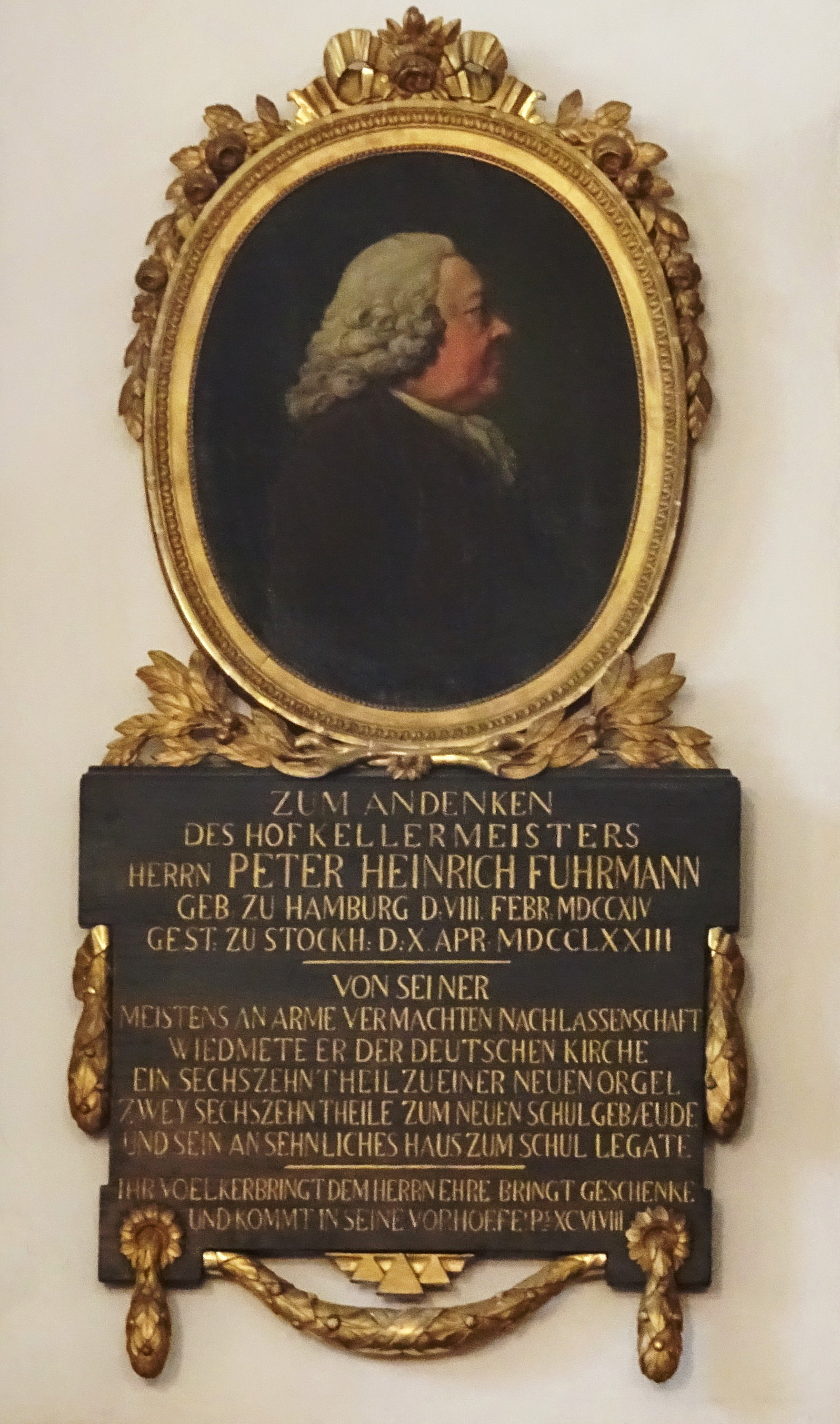
Epitaph für Peter Heinrich Fuhrmann in der Deutschen Kirche in Stockholm

Peter Hinrich Fuhrmann (* 8. Februar 1714 in Hamburg; † 10. April 1773 in Stockholm) war Weinhändler, Hofkellermeister und Stifter in Stockholm.

## Leben
Fuhrmann wurde in Hamburg geboren und ging im Alter von 24 Jahren nach Stockholm. Zunächst war er als Küfer bei verschiedenen Weinhändlern tätig. Am 31. Februar 1740 heiratete er die verwitwete, 13 Jahre ältere Margarete Götze und übernahm die Weinhandlung ihres verstorbenen Mannes.
Fuhrmann gehörte der deutschsprachigen Sankt-Gertrud-Gemeinde an. Mit seinem Testament vom 21. Februar 1772 vermachte der kinderlos Gebliebene sein Vermögen, darunter sein in der Svartmangatan am Tyska Brunnsplan gelegenes Haus, der Kirchengemeinde.
Ein besonderes Anliegen war ihm die Vermittlung der deutschen Sprache an die Kinder der Gemeinde. Auf die von ihm veranlasste Fuhrmannsche Stiftung gehen die noch heute an der Sankt-Gertruds-Gemeinde durchgeführten Sprachkurse zurück. Die Gemeinde betreibt die Fuhrmannsche Sprachschule, die Kurse für Deutsch anbietet. Darüber hinaus erhalten 14 Konfirmanden Stipendien.

## Ehrungen
Der schwedische Dichter Carl Michael Bellmann bezeichnete Fuhrmann als Bacchus’ höchsten Diener.
In der Sankt-Gertrud-Kirche befinden sich ein Epitaph und eine Büste Fuhrmanns. Sie wird einmal im Jahr anlässlich eines Stiftungsessens in einem Stockholmer Restaurant aufgestellt. An dem von ihm der Kirche vermachten Haus wurde an seinem 150. Todestag, dem 10. April 1923, eine deutschsprachige Gedenkschrift angebracht.
Sie lautet:
IN DIESEM HAUSE WOHNTE BIS ZUM JAHRE 1773

DER HOFKELLERMEISTER

PETER HINRICH FUHRMANN

GEB. 8. FEBRUAR 1714 IN HAMBURG

GEST. 10. APRIL 1773 IN STOCKHOLM

In seinem Testamente vom 21. Februar 1772

vermachte er es der Deutschen

S:ta Gertruds Gemeinde zu Stockholm

DIESE TAFEL WURDE ERRICHTET AM 150. TODESTAG DES DONATORS